# Kwadratury Gaussa

Porównanie kwadratury 2-punktowej Gaussa i trapezowej.Niebieska krzywa pokazuje funkcję, której całkę oznaczoną na przedziale [−1, 1] należy obliczyć (całkę podcałkową). Reguła trapezowa aproksymuje funkcję funkcją liniową, która pokrywa się z całką podcałkową w punktach końcowych przedziału i jest reprezentowana przez pomarańczową linię przerywaną. Przybliżenie to najwyraźniej nie jest dobre, więc błąd jest duży (reguła trapezowa daje aproksymację całki równą y (–1) + y (1) = –10, podczas gdy poprawna wartość to 2 ⁄ 3). Aby uzyskać dokładniejszy wynik, przedział musi zostać podzielony na wiele podprzedziałów, a następnie należy zastosować złożoną regułę trapezową, co wymaga znacznie więcej obliczeń.
Kwadratura Gaussa wybiera zamiast tego bardziej odpowiednie punkty, więc nawet funkcja liniowa lepiej aproksymuje funkcję (czarna linia przerywana). Ponieważ całka jest wielomianem stopnia 3 (y (x) = 7 x 3 – 8 x 2 – 3 x + 3), reguła kwadratury Gaussa dla 2 punktów zwraca dokładny wynik.

Kwadratury Gaussa – metody całkowania numerycznego polegające na takim wyborze wag {\displaystyle w_{1},w_{2},\dots ,w_{n}} i węzłów interpolacji {\displaystyle t_{1},t_{2},\dots ,t_{n}\in [a,b]} aby wyrażenie
{\displaystyle \sum _{i=1}^{n}w_{i}f(t_{i})}
najlepiej przybliżało całkę
{\displaystyle I(f)=\int \limits _{a}^{b}w(x)f(x)dx,}
gdzie {\displaystyle f} jest dowolną funkcją określoną na odcinku {\displaystyle [a,b],} a {\displaystyle w} jest tzw. funkcją wagową spełniającą warunki
1. {\displaystyle w(x)\geqslant 0,}
2. {\displaystyle \forall _{k\in \mathbb {N} }\int \limits _{a}^{b}x^{k}w(x)dx} jest skończona,
3. Jeżeli {\displaystyle p} jest wielomianem takim, że {\displaystyle \forall _{x\in [a,b]}\;p(x)\geqslant 0,} to jeśli {\displaystyle \int \limits _{a}^{b}w(x)p(x)dx=0,} mamy wtedy {\displaystyle p\equiv 0.}

Określmy iloczyn skalarny z wagą
{\displaystyle \langle f,g\rangle _{w}=\int \limits _{a}^{b}w(x)f(x)g(x)dx.}
Powiemy, że dwa wielomiany są ortogonalne względem tego iloczynu skalarnego, jeśli {\displaystyle \langle f,g\rangle _{w}=0.}
Wszystkie kwadratury Gaussa wywodzą się z twierdzenia udowodnionego przez niego:
a) Jeżeli {\displaystyle t_{1},t_{2},\dots ,t_{n}\in [a,b]} są pierwiastkami n-tego wielomianu ortogonalnego {\displaystyle p_{n}(x)} oraz {\displaystyle w_{1},w_{2},\dots ,w_{n}} są rozwiązaniami układu równań:
{\displaystyle \left\{{\begin{matrix}p_{0}(t_{1})w_{1}+&\ldots &+p_{0}(t_{n})w_{n}=&\langle p_{0},p_{0}\rangle _{w}\\p_{1}(t_{1})w_{1}+&\ldots &+p_{1}(t_{n})w_{n}=&0\\\vdots &&\vdots &\vdots \\p_{n-1}(t_{1})w_{1}+&\ldots &+p_{n-1}(t_{n})w_{n}=&0\end{matrix}}\right.,}
to dla każdego wielomianu {\displaystyle p} stopnia nie większego niż {\displaystyle 2n-1} zachodzi
{\displaystyle \int \limits _{a}^{b}w(x)p(x)dx=\sum _{i=1}^{n}w_{i}p(t_{i}).\qquad (*)}
Ponadto {\displaystyle w_{i}>0.}
b) Jeżeli dla pewnego ciągu węzłów {\displaystyle x_{1},x_{2},\dots ,x_{n}\in [a,b]} oraz ciągu wag {\displaystyle v_{1},v_{2},\dots ,v_{n}} dla dowolnego wielomianu {\displaystyle p} stopnia nie większego niż {\displaystyle 2n-1} zachodzi warunek (*), to {\displaystyle x_{i}=t_{i}} oraz {\displaystyle v_{i}=w_{i}} z dokładnością do kolejności.
c) Dla dowolnego ciągu węzłów {\displaystyle x_{1},x_{2},\dots ,x_{n}\in [a,b]} oraz ciągu wag {\displaystyle v_{1},v_{2},\dots ,v_{n}} istnieje wielomian stopnia 2n, dla którego nie zachodzi warunek (*).

## Najczęściej spotykane rodzaje kwadratur Gaussa
Kwadratury z przedziału {\displaystyle [-1,1]} z wagą {\displaystyle w\equiv 1} nazywamy kwadraturami Gaussa-Legendre’a
{\displaystyle I(f)=\int \limits _{-1}^{1}f(x)dx\approx \sum _{i=1}^{n}w_{i}f(t_{i}),}
gdzie {\displaystyle t_{i}} to pierwiastki i-tego wielomianu Legendre’a.
Kwadratury z wagą {\displaystyle w(x)={\frac {1}{\sqrt {1-x^{2}}}}} nazywamy kwadraturami Gaussa-Czebyszewa
{\displaystyle I(f)=\int \limits _{-1}^{1}f(x){\frac {dx}{\sqrt {1-x^{2}}}}\approx \sum _{i=1}^{n}w_{i}f(t_{i}),}
gdzie {\displaystyle t_{i}} to pierwiastki n-tego wielomianu Czebyszewa.
Kwadratury z wagą {\displaystyle w(x)=e^{-x^{2}}} nazywamy kwadraturami Gaussa-Hermite’a
{\displaystyle I(f)=\int \limits _{-\infty }^{\infty }e^{-x^{2}}f(x)dx\approx \sum _{i=1}^{n}w_{i}f(t_{i}),}
gdzie {\displaystyle t_{i}} to pierwiastki n-tego wielomianu Hermite’a.
Kwadratury z wagą {\displaystyle w(x)=e^{-x}} nazywamy kwadraturami Gaussa-Laguerre’a
{\displaystyle I(f)=\int \limits _{0}^{\infty }e^{-x}f(x)dx\approx \sum _{i=1}^{n}w_{i}f(t_{i}),}
gdzie {\displaystyle t_{i}} to pierwiastki n-tego wielomianu Laguerre’a.
Kwadratury z wagą {\displaystyle w(x)=(1-x)^{\alpha }(1+x)^{\beta }} nazywamy kwadraturami Gaussa-Jacobiego
{\displaystyle I(f)=\int \limits _{-1}^{1}(1-x)^{\alpha }(1+x)^{\beta }f(x)dx\approx \sum _{i=1}^{n}w_{i}f(t_{i}).}